# Уметнички облици у природи
Уметнички облици у природи (немачки Kunstformen der Natur) је књига литографија немачког биолога Ернста Хекела.

## Публикације
Дело је првобитно објављено у сетовима од десет између 1899. и 1904. године и у два тома 1904. године. Састоји се од 100 илустрованих страна различитих организама, од којих је многе по први пут описао Хекел. У току своје каријере, преко 1.000 гравура је направљено на основу Хекелових скица и акварела, а многа најбоља дела су публикована у Kunstformen der Natur.

## Теме
Према Олафу Бреидбаху, рад је био "не само књига са илустрацијама, већ његов поглед на свет". Преовлађујуће теме дела су симетрија и организација. 

## Утицај
Уметнички облици у природи  је био утицајан рад на почетку 20. века у разним пољима. Имао је утицај на уметност, архитектуру и дизајн, премошћавањем јаза између науке и уметности. Конкретно, многи уметници сецесија су стварала под инспирацијом дела.

## Галерија дела
Хекелове класификације су искошене.
- Морске сасе (Actiniae)
- (Anthomedusae)
- Антилопе (Antilopina)
- Арахнида (Arachnida)
- Ascidiacea (Ascidiae)
- Жабе (Batrachia)
- Морске маховине
- Корњаче (Chelonia)
- Трепљари (Ciliata)
- Чланковити црви (Chaetopoda)
- Слепи мишеви (Chiroptera)
- Четинари (Coniferae)
- (Copepoda)
- (Cubomedusae)
- Decapoda (Decapoda)
- Главоношци (Gamochonia)
- Папрати (Filicinae)
- Црвене алге (Florideae)
- Лишајеви (Lichenes)
- Гуштери (Lacertilia)
- Маховине (Muscinae)
- Непентес (Nepenthaceae)
- (Nudibranchia)
- (Narcomedusae)
- Орхидеје (Orchidae)
- (Ostraciontes)
- Polycystinea (Spumellaria)
- Радиоларије (Stephoidea)
- Мољци (Tineida)
- Колибри (Trochilidae)
- (Tubulariae)